# Картел
Картелът е споразумение и/или съгласувана практика между две или повече предприятия – конкуренти на съответния пазар, насочени към ограничаване на конкуренцията чрез определяне на цени или ценови условия за покупка или продажба, разпределяне на квоти за производство или продажби, или разпределяне на пазари, включително при манипулиране на публични търгове или конкурси, или процедури за възлагане на обществени поръчки. Картелът е форма на монополистично обединение или съгласие за поддържане на пазарни дялове на независими производители и определяне на количеството и цената на предлаганата в отрасъла продукция.
Картелът е едно от най-тежките нарушения на правилата на ефективна пазарна конкуренция. Негова основна цел е завишаване на цените посредством намаляване или премахване на конкуренцията, което непосредствено уврежда потребителите на стоки и услуги. Картелите увреждат и икономиката като цяло, като премахват стимулите на предприятията за иновативност и оптимизация на продуктивността им.
В отличие от други, по-устойчиви форми на монополистични структури (синдикати, тръстове, концерни), всяко предприятие, влизащо в картела, съхранява финансовата си и производствена самостоятелност. Съглашенията могат да бъдат: ценообразуване, сфера на влияние, условия на продажба, използване на патенти, регулиране на обема на производството, съгласуване на условията на продажбата на продукцията, наемане на работна ръка и т.н. Като правило картелът действа в рамките на един отрасъл.
В някои страни картелите са забранени, докато в други се поощряват. Въпреки че участниците запазват финансова, търговска и производствена самостоятелност, те губят правото да вземат решения в областите на съглашението.